# Death in the Square
Death in the Square ist eine Kurzgeschichte, die in vier Teilen von den vier britischen Schriftstellern Roald Dahl (1916–1990), Ted Willis (1918–1992), Ruth Rendell (1930–2015) und Peter Levi (1931–2000) geschrieben wurde.  Ob die in den vier Teilen fortlaufende Handlung der Kurzgeschichte vor der endgültigen Abfassung gemeinsam von den vier Autoren festgelegt wurde oder ob Roald Dahl den Anfang machte  und dann jeweils unabhängig von den anderen Autoren jeder Autor auf die bereits bestehende Handlung aufbaute und diese weiterentwickelte, ist nicht bekannt.
Die Kurzgeschichte wurde am 24. Dezember 1988 im Telegraph Weekend Magazine, der Wochenendbeilage des The Daily Telegraph, veröffentlicht. Eine spätere weitere Veröffentlichung in einer anderen Publikation ist nicht bekannt. In deutscher Sprache ist diese Kurzgeschichte bisher noch nicht erschienen.
Death in the Square war für Roald Dahl, der den ersten Teil schrieb, die letzte Erstveröffentlichung einer Kurzgeschichte.

## Handlung

### Teil 1 von Roald Dahl
Der Erzähler, ein Sekretär in London, beschreibt seinen fast sieben Jahre andauernden täglichen Gang zur und von der Arbeit über den Kensington Square. Er ist stets fasziniert von dem Einblick durch die im Erdgeschoss liegenden Fenster der Häuser der reichen Oberschicht und kennt die Innenausstattungen der einzelnen Zimmer bestens bis in jedes Detail. Der Erzähler kommt zu dem Schluss, dass die Reichen sich einfach nicht darum scheren, was die in deren Augen einfachen Leute über sie denken. Das zeigt sich auch daran, dass sie – unabhängig davon, ob sie selber im Raum sind oder nicht – auch an Winterabenden, wenn es draußen bereits dunkel ist, die Vorhänge ihrer hell erleuchteten Zimmer grundsätzlich nicht zuziehen.
Das Herabsehen der Angehörigen der oberen Schicht auf die einfachen Leute belegt der Erzähler auch an einem Beispiel aus seinem beruflichen Umfeld. Ein älterer Herzog kommt in die Kanzlei zu einem Gespräch über dessen sehr komplizierte Steuerangelegenheiten. Während seines äußerst ausführlichen Vortrags über seine Einkünfte von den pachtenden Bauern lässt er in Anwesenheit des Chefs, dessen Assistenten sowie des Erzählers als Protokollführer einen gut sieben bis acht Sekunden andauernden ohrenbetäubenden Furz. Dies geschieht, ohne dass der Herzog bei seinem Vortrag ins Stocken kommt, ohne dass er mit der Wimper zuckt, ohne dass er rot wird oder zumindest verlegen lächelt. Die Anwesenheit der drei einfachen Leute schert den Herzog einen Dreck.
Als der Erzähler an einem kalten Dezemberabend ein paar Tage vor Weihnachten wie gewohnt von der Arbeit nach Hause geht, bemerkt er eine Veränderung in einem der Häuser auf dem Kensington Square. Anstatt des gewohnten Brokatsofas in einem Wohnzimmer sieht er plötzlich ein einfaches Bett mit einem merkwürdigen unbekannten alten Mann mit weißen Haaren und geschlossenen Augen darauf sowie die dem Erzähler gut vom Sehen bekannte schwarzhaarige Frau des Hauses, die auf den Mann angespannt hinabsieht. Dem Erzähler geht die erlebte Szene zu Hause nicht mehr aus dem Kopf und er geht zu dem Haus zurück, um eine letzte Gewissheit und Bestätigung über das vorher Gesehene zu erhalten. Er ist überrascht, als er in den hell erleuchteten Raum sieht, dass das Bett mit dem alten Mann sowie die Hausbesitzerin verschwunden sind und das Brokatsofa wieder an seinem gewohnten Platz steht. „Plötzlich kam die schwarzhaarige Frau in den Raum. Sie ging hinüber zum Fenster und schaute hinaus. Sie sah mich hineinschauen. Unsere Blicke trafen sich. Sie griff nach vorne und zog die Vorhänge zu.“

### Teil 2 von Ted Willis
Der Erzähler behauptet, das er nie zu einer allzu starken Einbildungskraft geneigt hat und auch die ganze Sache abgetan hätte, wenn die Dame ihn nicht so böse und mit solch einem schwelenden Hass angesehen hätte, so dass er zitterte. Schließlich berichtet der Erzähler das Erlebte einer Freundin namens Carol, welche die Sache jedoch verstandesmäßig erklärt. Nachdem er sie bei ihrem Weggehen zu ihrem Auto begleitet hat, treibt ihn die Neugier ein weiteres Mal zu dem Haus. Plötzlich springt dort das Wohnzimmerfenster auf und der alte Mann ist gegen das Glas gedrückt mit ausgestreckten Armen und einem Blick der Verzweiflung zu sehen. Die schwarzhaarige Frau reißt ihn gewaltsam zurück und zieht die Vorhänge zu. Als der Erzähler sich zum Weggehen umdreht, erhascht er einen Blick von einem Mann mit rotem Bart und riecht den beißenden Geruch von Zwiebeln, bevor er eins übergebraten bekommt und bewusstlos wird.

### Teil 3 von Ruth Rendell
Der Erzähler erwacht im Krankenhaus und ist über das Desinteresse der Polizei hinsichtlich des Angriffs auf ihn sehr überrascht. Als er seinen Angreifer beschreibt, glaubt der Polizist, dass die Beschreibung auf Sir George Bentley zutrifft und dieser ihn aufgehoben und ins Krankenhaus gebracht hat. Der Erzähler schließt daraus, dass jemand anderes auf ihn eingeschlagen haben muss und Sir George Bentley nur die Person ist, die er kurz vor dem Bewusstseinsverlust noch gesehen hat. Nach seiner Krankenhausentlassung geht der Erzähler zu dem Haus, um Sir George Bentley zu danken und auch um seine Neugier zu stillen. Dort sind die Lichter an und die Fenster offen. Da auf sein Klingeln niemand reagiert, geht er durch die unverschlossene Tür hinein. Das Haus schien ganz plötzlich verlassen worden zu sein, denn es läuft noch der Fernseher, eine Zigarette glimmt noch und das Essen ist nur halb aufgegessen. Auf der Küchenanrichte liegen stechend riechende Zwiebeln. Als er nach oben kommt, liegt in dem Bett, das er früher bereits gesehen hat, die schwarzhaarige Frau. Sie ist durch eine Schusswunde in die Stirn tödlich getroffen.

### Teil 4 von Peter Levi
Als der Erzähler einen Revolver neben dem Bett findet und ihn untersucht, wird ihm übel und er verliert fast das Bewusstsein. Schließlich hört er Schritte auf dem Treppenabsatz und den Rothaarigen rufen, dass er eine bestimmte Person nirgends außerhalb des Hauses finden kann und diese deshalb noch im Haus sein muss. Der Rothaarige ruft auch nach der Frau. Der  Erzähler geht auf den Rothaarigen zu und berichtet ihm von dem Auffinden der toten Frau. Der Mann wird bei deren Anblick vom Schmerz überwältigt. Nach dem Eintreffen der Polizei gehen sie alle zum Schlafzimmer. Als der Rothaarige hineingeht, erschießt er sich und fällt auf die Frau im Bett. Die Polizei glaubt auch bei der Frau an Selbstmord und spricht den Erzähler von jeglicher Beteiligung frei.
In Wirklichkeit waren das Paar der Butler und die Haushälterin eines reichen alten Mannes, den sie als Gefangenen gehalten und bestohlen hatten. Der alte Mann hatte sich einen Tag versteckt gehalten, was den Butler veranlasste, nach ihm zu suchen. Währenddessen erschoss der alte Mann die Frau, entkam und wurde nie mehr gesehen.
Für den Erzähler bleibt die bedrängende Frage, warum und wie er von dem Schlag auf den Kopf getroffen wurde. Er kommt für sich zu der Erklärung, dass der heftige Schlag auf den Kopf aus Panik über den alten Mann geschehen ist. Nach der Aussage seines Arztes verspürt man manchmal den Geruch von Zwiebeln, wenn man von einem harten Schlag getroffen wird. „Ich wollte schon immer einen Spezialisten danach fragen, aber das eine führt zum anderen und ich hasse es, diese Geschichte zu erzählen. Deshalb schreibe ich sie auf, um sie loszuwerden. Eigentlich ist es fast Weihnachten.“